# جريمة قتل نيكولاس ماركويتز
نيكولاس صموئيل «نيك» ماركويتز (بالإنجليزية: Nicholas Markowitz)‏ (19 سبتمبر 1984 - 9 أغسطس 2000) كان مراهقًا أمريكيًا تم اختطافه وقتله في سن الخامسة عشر بعد نزاع حول أموال المخدرات بين أخيه غير الشقيق بنيامين ماركويتز وجيسي جيمس هوليوود.

## الخطف والقتل
عاش ماركويتس في ويست هيلز، لوس انجيلس مع عائلته، جيف وسوزان. نزاع بين اخ غير الشقيق لنيكولاس بنيامين وهوليود، تاجر المخدرات المتوسط، حول مبلغ الف ومئتان دولار كما زعم. وفي تاريخ 6 اب لعام 2000 قرر هوليود وصديقيه جيس روجي وويليام سكيمور ب مواجهة بنيامين. وفي طريقهم للقائه راو نيكولاس يمشي على حافة الطريق وقررو بخطفه كفدية. وبعد ملاحقته ومهاجمته امسكو به وهربو بالسيارة.
ثم التقط هوليوود وعصابته بريان أفارتي (صديق آخر من أصدقاء هوليود) وتوجه إلى سانتا باربرا ، كاليفورنيا. عندما أبلغ هوليوود وعصابته نيكولاس لماذا يحتجزونه، زعم أنه أصيب بالذعر.   ثم قام اسروه باعطائه المخدرات والكحول. ثم غادر هوليوود وترك روج لمراقبة نيكولاس وعاد إلى لوس أنجلوس بنية واضحة للتحدث مع بن.   أثناء وجوده في سانتا باربرا، التقى نيكولاس بأصدقاء روج، غراهام برسلي، ناتاشا آدامز يونغ، وكيلي كاربنتر وحضر معهم حفلات منزلية مختلفة. تشير التقارير إلى أن العديد من الشهود والآباء والمراهقين على حد سواء رأوا نيكولاس مع الآخرين، لكنهم لم يدركوا ان هناك شئ خطأ. أيضًا، عرف الكثير من الناس أن نيكولاس قد تم اختطافه، لكنهم لم يبلغوا الشرطة لأن نيكولاس بدا آمنًا ومستمعا.  

بعد أن أخبر هوليوود روج أن نيكولاس سيعود إلى المنزل، أقام روج والعديد من الآخرين حفلة في نزل ليمون تري. ومع ذلك، بعد معرفة العواقب القانونية التي يمكن أن يواجهها للاختطاف، اتصل هوليود بـ رايان هوت، عضو آخر في عصابته كان يدين له بالمال.   أعطت هوليوود هوت مسدسًا نصف آلي من نوع تي ي سي 9 وأمرته بقتل نيكولاس كوسيلة لسداد دينه.  تم اتخاذ قرار بارتكاب جريمة القتل في درب ليزارد موث في جبال سانتا ينز شمال غوليتا ، كاليفورنيا.
بعد الحفلة، قاد هويت وروج وبريسلي نيكولاس إلى الجبال وساروا في طريق إلى حفر محفور بواسطة بيرسلي في وقت سابق من تلك الليلة. قام روج بتقييد يدي نيكولاس خلف ظهره وغطى فمه بشريط لاصق. ثم ضرب هويت نيكولاس في الجزء الخلفي من الرأس بمجرفة، وطرقه في القبر، وأطلق عليه النار تسع مرات بمسدس هوليوود.   حاولت المجموعة إخفاء البندقية من خلال وضعها بين أرجل جسد نيكولاس وتغطية الجسم بالأوساخ والفروع. [بحاجة لمصدر] ومع ذلك، كان القبر ضحلًا، وكان يقع بالقرب من ممر شعبي. تم العثور على جثة نيكولاس في 12 أغسطس 2000. تم القبض على كل من هويت، روج، سكيدمور، وبريسلي. ذهب هوليوود هاربا، لكن تم القبض عليه في النهاية في بلدة صغيرة بالقرب من ريو دي جانيرو بعد خمس سنوات. 

## الإجراءات القانونية
نشأت عدة إجراءات قضائية مدنية وجنائية في جريمة قتل ماركويتز. تشمل تلك الإجراءات:
- رايان هويت ، البالغ من العمر 20 عامًا وقت القتل، متهمًا بقتل ماركويتز من الدرجة الأولى. أدين في 21 نوفمبر / تشرين الثاني 2001 وحُكم عليه بالإعدام في 9 ديسمبر / كانون الأول 2001.[7]
- تم اتهام جيسي روج ، البالغ من العمر 20 عامًا وقت القتل، بالمساعدة في اختطاف وقتل نيكولاس ماركويتز. وقد أدين في عام 2002 بالاختطاف المشدد بفدية أو ابتزاز بظروف خاصة وحكم عليه بالسجن مدى الحياة مع إمكانية الإفراج المشروط بعد سبع سنوات. تم رفض الإفراج المشروط في عام 2006.[8] بعد حصوله على الإفراج المشروط، تم إطلاق سراح روج من السجن في 24 أكتوبر 2013.[9]
- واتهم ويليام سكيدمور ، الذي كان عمره 20 سنة وقت القتل، بالاختطاف والسطو. في سبتمبر 2002، حُكم عليه بالسجن لمدة تسع سنوات كجزء من صفقة اعتراف.[10] تم إصدار Skidmore في أبريل 2009.
- جراهام برسلي ، البالغ من العمر 17 عامًا وقت القتل، يحفر قبر ماركويتز. حوكم مرتين. في يوليو 2002، تمت تبرئته من الاختطاف. علقت هيئة المحلفين على تهمة القتل. في أكتوبر 2002، أعيد محاكمته بتهمة القتل وأدين بجريمة قتل من الدرجة الثانية. تم سجن بريسلي في أحد منشآت هيئة شباب كاليفورنيا حتى قبل عيد ميلاده الخامس والعشرين بقليل في عام 2007.[11] ومنذ ذلك الحين أطلق سراحه.[12]
- لم يكن جيسي جيمس هوليوود ، البالغ من العمر 20 عامًا وقت القتل، حاضرًا في مسرح الجريمة؛ ومع ذلك، وجد فيما بعد أنه أمر بالقتل. بعد مقتل ماركويتز، هربت هوليوود على الفور. تم القبض عليه في ساكواريما، البرازيل بعد أن كان على قائمة المطلوبين لمكتب التحقيقات الفدرالي لمدة خمس سنوات.[13] في عام 2009، أدين هوليوود بالاختطاف والقتل من الدرجة الأولى وحكم عليه بالسجن مدى الحياة دون إمكانية الإفراج المشروط.[14]
- في عام 2003، ربحت عائلة ماركويتز دعوى قضائية مدنية بقيمة 11.2 مليون دولار ضد الخاطفين والقتلة، إلى جانب متهمين آخرين مثل صديق العائلة الذي تم استخدام شاحنته في الاختطاف وأصحاب العديد من المنازل حيث تم احتجاز نيكولاس ضد إرادته.[15]

## في الثقافة الشعبية
تم إصدار الفيلم المميز Alpha Dog ، استنادًا إلى الأحداث التي أدت إلى مقتل نيكولاس ماركويتز من إخراج نيك كاسافيتس، في عام 2006.  في الفيلم، تم تسمية الشخصية على غرار ماركويتز باسم زاك مازورسكي. لعب دور أنطون يلشين.

## قائمة المراجع
- Jenna Glatzer، Susan Markowitz (2010). My stolen son; The Nick Markowitz story. New York: Berkley Books. ISBN:978-0-425-23634-5.

## روابط خارجية
- النصب التذكاري لنيكولاس ماركويتز نسخة محفوظة 14 يونيو 2015 على موقع واي باك مشين.
- Report about the murder of Nicholas Markowitz على موقع واي باك مشين (نسخة محفوظة December 17, 2007) من قسم شرطة لوس أنجلوس
- ملف تعريف الحالة في أمريكا المطلوبين
- جيسي جيمس هوليوود، تاجر مخدرات يأمر بالقتل ويهرب من مكتبة الجريمة